# Pantera
Pantera — американський метал-гурт, заснований 1981 року у місті Арлінґтон, штат Техас. Історію гурту можна умовно розділити на два основних періоди: період 80-х (ґлемовий період) та період 90-х, коли гурт змінив звучання та образ.
Спочатку Pantera орієнтувалася в основному на hard rock (Kiss) та метал-гурти (Judas Priest, Iron Maiden, Black Sabbath і Van Halen), але під впливом треш-команд Slayer, Metallica, Megadeth, і Anthrax — Pantera наприкінці 80-х років кардинально змінила свій стиль на більш тяжкий, агресивний і популярний (power metal, thrash metal і так званий «power groove»). Результатом такої зміни став альбом «Cowboys from Hell», який відразу підняв гурт Pantera на вищий рівень і приніс йому світове визнання.
Починаючи з 2002 року в гурті виникають часті суперечки, одною з головних причин можна назвати те, що вокаліст Філ Ансельмо вирішив серйозно зайнятися побічними проектами (Down, Viking Crown, Eibon, Superjoint Ritual, Necrophagia).
В результаті суперечок гурт Pantera офіційно розпався 2003 року. Філ продовжив роботу над іншими проектами (Основним з яких був «Down», в якому також грав Рекс Браун). Брати Еботт (Даймбеґ Деррел і Вінні Пол) створили гурт Damageplan, з яким устигли випустити лише один альбом «New Found Power (2003)». 8 грудня 2004 року під час концерту Damageplan гітарист Даймбеґ Деррел був вбитий одним з слухачів концерту пострілом з вогнепальної зброї.

## Історія гурту

### Створення і ранній ґлемовий період (1981—1985)
Гурт Pantera був заснований шкільними друзями 1981 року, на той час їм було по 15-17 років; в первісний складу гурту входили ударник Вінні Пол Еботт, його молодший брат гітарист Даррелл Еботт (в той час відомий як «Діамантовий Даррелл», бас-гітарист Томмі Бредфорд, гітарист Террі Глейз і вокаліст Донні Харт. Вони грали як кавери на Kiss та Van Halen, так і свій матеріал в жанрі ґлем-метал в нічних клубах Техасу. Імідж гурту відповідав їхній музиці, музиканти носили спандекс та скуйовджені вгору волосся, такий стиль був типовий на ґлем-метал сцені того часу.
1982 року Донні Гарт покинув колектив та Террі Глейз став вокалістом гурту, залишивши Даррелла єдиним гітаристом. Через рік бас-гітарист Томмі Бредфорд також пішов і був замінений Рексом Брауном (в той час відомий як «Рекс Рокер»). Pantera стала фаворитом в андеграунді, вони провели регіональні тури по Техасу, Оклагомі, і Луїзіані. Гурт грав на розігріві у таких колективів як Stryper, Dokken та Quiet Riot, що в свою чергу популяризувало дебютний альбом гурту, Metal Magic. Metal Magic був виданий на лейблі гурту з такою ж назвою 1983 року і був спродюсований батьком братів Еботтов, Джеррі Ебботт (представленим як «The Eldn»), в студії Pantego.
1984 року Pantera видала свій другий альбом Projects in the Jungle. Це був в своїй більшій мірі ґлем-метал, але він був більш агресивний, ніж дебют. Іншим змінити стало ім'я Террі Глейза, тепер він узяв собі псевдонім «Терренс Лі». Також був знятий перший відеокліп гурту на пісню «All Over Tonight». Projects in the Jungle, так само як і перший альбом, був виданий на незалежному лейблі Metal Magic Records і спродюсований Джері Ебботтом.
1985 року Pantera знову видали повноформатний альбом на Metal Magic Records, названий I Am the Night. В порівнянні з Projects in the Jungle гурт став звучати ще важче (але коріння її звучання все ще залишалися в ґлем-металі), а метал преса стала приділяти більше уваги гуртові. Через погане поширення, I Am the Night став важкодоступним альбомом для багатьох фанатів. Але попри це, близько 25 000 копій I Am the Night було продано. Другий відеокліп гурту був знятий на пісню «Hot and Heavy».

### Зміна вокаліста (1987—1989)
1986 року світ побачив величезну кількість треш-метал альбомів, які справили великий вплив на створення музичного стилю Pantera. Найвідомішими з них були альбоми Slayer Reign in Blood, Megadeth Peace Sells... But Who's Buying? та Metallica Master of Puppets. М'яке ґлем звучання вокалу Терренса Лі більше не влаштовувало гурт, і він покинув Pantera, а музиканти стали шукати йому заміну.
Гурт змінив кілька тимчасових вокалістів: Метта Л'Амура та Девіда Пікока, поки, в кінцевому рахунку, не виявив вокаліста з Нового Орлеана Філа Ансельмо в кінці 1986 року. Ансельмо до цього був вокалістом гуртів Samhain (не плутати з однойменним гуртом Гленна Данзіга) та Razorwhite. Філ миттєво знайшов контакт з іншими трьома учасниками гурту. З часом музиканти вирішили серйозно переглянути їх імідж та звучання. На одній із зустрічей музикантів Вінні Пол обговорюючи костюми гурту, зазначив, що «ці магічні костюми не грають музику; ми це робимо. Так давайте виходити на сцену в комфортних джинсах, футболках та подивимося, як це сприйметься».
1988 року Pantera видала перший альбом з Філом Ансельмо, названий Power Metal. Power Metal найтяжкий альбом гурту на той час був сумішшю гард-року та треш-металу. Як і попередні альбоми Power Metal був виданий на Metal Magic Records. Power Metal відбивав у собі той стиль, який Pantera грали в 90-х, але на ньому все одно залишалося багато елементів ґлем-металу. Учасники гурту пізніше стали ігнорувати існування їх перших чотирьох незалежно виданих альбомів, включаючи Power Metal, оскільки вони створили новий важкий імідж та змінили свій музичний стиль на ґрув-метал. Їх перші чотири альбоми стали важкодоступними та колекційними для фанатів.

### Cowboys from Hell(1989—1991)
Незабаром після того, як Power Metal був виданий, Даррелл Еботт був запрошений до відомого треш-метал гурту Megadeth. Але Даррелл наполягав на тому, щоб його брат, ударник Вінні Пол також грав у гурті, але оскільки вокаліст Megadeth Дейв Мастейн вже знайшов ударника Ніка Менцу, Даррелл відхилив запрошення. Брати Еботти концентрують свою увагу на Pantera.
Після того як Pantera була відкинута «28 разів кожним мажорним лейблом на землі», Марк Росс представник Atco Records побачив виступ гурту. Росс був вражений виступом гурту та подзвонив своєму босові, сказавши, що Pantera гратиме на їх лейблі. Atco Records підписали з гуртом контракт і в кінці 1989 року гурт записав свій дебют на мажорному лейблі в Pantego Studios.
Виданий в липні 1990 року, альбом Cowboys from Hell був ще одним стрибком в світі важкої музики. Pantera показали більш екстремальне звучання на цьому альбомі, гурт остаточно відійшов від впливів ґлем-металу на користь таких жанрів як треш-метал та грув-метал, ставши таким чином одними із засновників грув-напрямку в металі. Ансельмо під впливом Роба Гелфорда все ще іноді співав фальцетом, але його спів став приймати більш жорсткі форми. Даррелл грав більш складні гітарні соло та рифи, а його брат грав швидше та агресивніше на ударних, це пішло на користь екстремального перевтілення гурту. Багато фанатів гурту, як і музиканти, вважали цей альбом офіційним дебютом гурту.
Гурт вирушив в турне, на розігріві Exodus та Suicidal Tendencies. 1991 року Роб Галфорд виступив разом з музикантами на сцені, коли Pantera відкривала концерт Judas Priest. В вересні 1991 року гурт виступив на концерті Monsters of Rock у Москві на Тушинському аеродромі разом з AC/DC і Metallica, де вони грали перед натовпом більш ніж півмільйона людей, представляючи західну музику в Радянському Союзі в період його розпаду 1991 року.

### Vulgar Display of Power,Far Beyond Drivenі конфлікти в гурті (1992—1996)
Остаточно унікальний грув-метал стиль Pantera виник на альбомі Vulgar Display of Power, який було видано в лютому 1992 року, на якому фальцет в стилі павер-металу остаточно змінився на грубий вокал з гардкорних впливом, а звук гітар став більш важким. В той час, коли деякі критики відзначили схід гранджа як причину падіння інтересу до ґлем і геві-металу, інші вважали, що Pantera, найвиключніше на Vulgar Display, стала каталізатором популярності метала 80-х років. Альбом був визнаний багатьма критиками одним з найкращих в дискографії гурту. Такі пісні як «Fucking Hostile», «Walk», і «Mouth for War» виявилися одними з найпопулярніших пісень в каталозі гурту. Два інших сингли на альбомі стали двома найвідомішими баладами гурту «This Love» та «Hollow». Сингли з Vulgar також були визнані на радіо, їх відео стало з'являтися на MTV. Альбом досяг 42 рядка в Billboard 200. Pantera знову відправилася в дорогу, відвідавши в перший раз Японію в липні 1992 року і потім виступивши на фестивалі «Monsters of Rock» разом з Iron Maiden та Black Sabbath в Італії. В цей час Даррелл Еботт змінив свій псевдонім з «Diamond Darrell» на «Dimebag Darrell», а Рекс Браун відмовився від свого псевдоніма «Rexx Rocker».
В березні 1994 року був виданий новий альбом гурту Far Beyond Driven, який дебютував на 1 рядку як в США, так і в Австралії. Сингл з альбому, «I'm Broken» отримав першу номінацію гурту Премія Ґреммі за «Best Metal Performance» 1995 року. Driven продовжив розвиток гурту в грув напрямку і став більш важким по звучанню. Оригінальна обкладинка альбому була заборонена і диск був перевиданий з новою обкладинкою, на якій був зображений череп пробитий дрилем.
Музичний альбом названий 'Driven Downunder Tour '94: Souvenir Collection' був виданий в Австралії та Новій Зеландії в підтримку турів, які проходять там. Він містив у собі альбом Far Beyond Driven (з його оригінальною забороненою обкладинкою) з бонусним 13 треком «The Badge» (кавер-версією Poison Idea), aLIVE та hostile e.p. (5 пісенне концертне ep), і Walk EP (Japanese Collector' s Edition) все це було представлено в спеціальній картонній з 8 сторінкової кольоровий біографією.
Pantera відправились в дорогу знову та їздили в турне по Південній Америці, поряд з тим взяли участь у черговому фестивалі Monsters of Rock. Pantera продовжили тур по Великій Британії і, в кінцевому рахунку, закінчили його в США, де на «розігріві» у гурту грав дружній грув-метал колектив Prong.
За словами братів Еботт, вокаліст гурту Філ Ансельмо став поводитися дивно та відсторонився від колективу, коли вони повернулися в дорогу 1995 року. Учасники гурту спочатку думали, що слава Pantera дурно діє на Філа, але Ансельмо стверджував, що причиною його навіженства стали болі в спині, що почалися після довгих виступів. Ансельмо почав приймати алкоголь, щоб перебороти біль і це мало вплив на якість його виступів та «дещо хвилювало гурт». Лікарі сказали, що проблема Ансельмо може бути вирішена завдяки хірургії, але для відновлення потрібен рік або більше. Не бажаючи проводити стільки часу далеко від гурту, Ансельмо відмовився і почав приймати героїн та антибіотики.
У той час стали сумно відомі промови Ансельмо зі сцени. На концерті в Монреалі він заявив, що «захисники реп музики вбивають білих людей», але після концерту Ансельмо відхилив звинувачення в расизмі, а пізніше заявив, що він був п'яний і його зауваження були помилкою. 1995 року Down один з багатьох сайд-проектів Філа Ансельмо випустив свій дебютний альбом. Down це супергурт складається з Ансельмо, трьох музикантів з Crowbar та гітариста з Corrosion of Conformity. Дебют гурту NOLA, мав успіх, але незабаром після виходу альбому учасники гурту повернулися в свої основні колективи.

### The Great Southern Trendkill,Official Live: 101 Proofі сайд-проекти (1996—1999)
Наступний альбом Pantera, The Great Southern Trendkill, був виданий в травні 1996 року. Філ Ансельмо записував вокал для цієї платівки в студії Трента Резнора, лідера гурту Nine Inch Nails в Новому Орлеані, у той час як інші учасники гурту записувалися в Далласі, що стало свідченням безперервного віддалення між Ансельмо та іншими учасниками гурту. У порівнянні з попередніми релізами гурту, вокал став звучати важко та демонічно. Зловживання наркотиками стало популярною темою на Trendkill, прикладами цього служать такі пісні як «Suicide Note Pt. I», «Suicide Note Pt. II» і «Living Through Me (Hell's Wrath)». Можливо, найпопулярнішою піснею на Trendkill стала «Drag the Waters». «Drag the Waters» став єдиним відеокліпом з альбому, а також єдиною піснею з цього альбому з'явилася на збірці гурту The Best of Pantera: Far Beyond the Great Southern Cowboys' Vulgar Hits!. Інший сингл з альбому, «Floods», став дуже популярний через епічне гітарне соло Даррелла, яке виявилося на 19 позиції в списку «100 найвеличніших гітарних соло» журналу Guitar World.
13 липня 1996 року Ансельмо переніс передозування героїном через годину після концерту в Техасі. Після того як його серце зупинилося, минуло більше п'яти хвилин, парамедики дали Ансельмо порцію адреналіну та відправили його в госпіталь. Після того як він прокинувся в госпіталі, медсестра, що працює в кімнаті, сказала «З поверненням з того світу. Ви передозувались героїном». Ансельмо вибачився перед музикантами наступного дня, але це не зупинило зростаючий розлад всередині гурту. Передозування героїном шокувало Вінні та Даррела які були збентежені діями Ансельмо, за словами Ріти Гені, дівчини Даймбега.
Деякі з живих виступів гурту були скомпільовані 29 липня 1997 року на концертному альбомі Official Live: 101 Proof, який включив в себе 14 пісень записаних на концертах і дві нові пісні, записані в студії: «Where You Come From» та «I Can't Hide». За два тижні до виходу цього альбому, Pantera отримала їх перший платиновий альбом, за Cowboys from Hell. Через чотири місяці Vulgar Display of Power та Far Beyond Driven також стали платиновими. Гурт також в другий та третій раз був номінований на «Найкраще метал виконання» за Trendkill «Suicide Note Pt. I» і Cowboys «Cemetery Gates» у 1997 та 1998 роках, відповідно. Також 1997 року, Pantera грали на головній сцені Ozzfest разом з Оззі Осборном, Black Sabbath, Marilyn Manson, Type O Negative, Fear Factory, Machine Head та Powerman 5000. Гурт грав у 1998 UK Ozzfest турі на одній сцені з Black Sabbath, Оззі Осборном, Foo Fighters, Slayer, Soulfly, Fear Factory та Therapy?.
У цей час Ансельмо грав у багатьох сайд проектах. Наприклад, грав на гітарі в дез-метал гурті Necrophagia на їх альбомі Holocausto de la Morte (1999), де він переховувався під псевдонімом «Антон Кроулі», який являв собою суміш імен засновника Церкви Сатани Антона ЛаВея та відомого окультіста Алістера Кроулі. Він також тимчасово приєднався до блек-метал супергурту Eibon і грав на їх альбомі 2000 року. Ще одним з проектів Ансельмо «Антона Кроулі» був блек-метал гурт Viking Crown. Брати Еботт і Рекс Браун створили їх власний геві-метал/кантрі кросовер проект Rebel Meets Rebel разом з David Allen Coe, в той же час. 1999 року учасники Pantera написали гімн хокейної НХЛ команді Даллас Старс для фіналу Кубка Стенлі 1999 року. Під час сезону члени команди по-дружньому ставилися до учасників Pantera.

### Reinventing the Steelі розпад (2000—2004)
В березні 2000 року вийшов останній альбом гурту, Reinventing the Steel. Альбом досяг 4 позиції в чарті Billboard. В композиції «Goddamn Electric» прозвучало гітарне соло зігране Кері Кінгом, воно було записано за один дубль під час участі гурту Кінга Slayer у фестивалі Ozzfest в Далласі. «Revolution Is My Name» стала четвертою піснею гурту, номінованою на Греммі за Best Metal Performance 2001 року.
2000 року Pantera грали на головній сцені Ozzfest разом з Оззі Осборн, Godsmack, Static-X, Methods of Mayhem, Incubus, P.O.D, Black Label Society, Queens of the Stone Age і Apartment 26. В листопаді 2000 року гурт скасував свій тур через невдале падіння Ансельмо на сцені, в результаті якого він пошкодив ребро.
Гурт знову вирушив в тур і відвідав США, Канаду, Південну Корею, Австралію та Європу. Тур по Європі видався коротким через терористичний акт 11 вересня 2001 року. Музиканти були змушені затриматися на 6 днів в Дубліні, в результаті чого всі наступні концерти та перельоти були скасовані. Це були останні виступи гурту разом. Повернувшись додому учасники планували видати четверте домашнє відео влітку 2002 року і записати черговий студійний альбом того ж року, але цьому не судилося трапиться.
Ансельмо знову зайнявся своїми сайд-проектами. В березні 2002 року Down видали другий студійний альбом, Down II: A Bustle in Your Hedgerow, на якому грав Рекс Браун, заміниши бас-гітариста Todd Strange 1999 року. Також у травні того ж року гурт Ансельмо Superjoint Ritual видав свій дебютний альбом, Use Once and Destroy. Вінні Пол заявив, що Ансельмо сказав йому, що він візьме собі рік відпустки після подій 11 вересня 2001, але Ансельмо мандрує в турах та записує пісні в обох Superjoint Ritual та Down проектах, заперечуючи це. Брати Ебботт були засмучені та деякий час вичікували, припускаючи повернення Філа. Але, за твердженням Ансельмо, перерва від Pantera була «взаємною» між усіма учасниками гурту.
Гурт офіційно розпався в 2003 коли брати Еббот заявили, що Ансельмо покинув гурт і не збирається повертатися. Того ж року 23 вересня було видано збірник The Best of Pantera: Far Beyond the Great Southern Cowboys' Vulgar Hits!. Розрив всередині гурту не був дружелюбний та війна між учасниками велася через музичну пресу. Брати Еботт стверджували, що вони неодноразово дзвонили Філу по телефону та намагалися вмовити його відновити діяльність гурту, але Ансельмо стверджував, що вони ніколи не робили цього. Рекс був спійманий між двох вогнів та пізніше висловився в стилі: «Тоді було багато ідіотської балаканини з приводу того, хто що кому сказав, мені це здавалося дурістю і я не хотів влазити». Що стало причиною — недорозуміння, або небажання співпрацювати достеменно невідомо, але очевидно що небажання возз'єднання виходило від Філа. В інтерв'ю журналу Metal Hammer в грудні 2004 року Ансельмо достатньо різко висловився на адресу Даррела: «Даймбег заслуговує серйозної прочуханки». Пізніше Ансельмо заявив, що цей коментар був нещирим. Це пояснення незабаром спростував Вінні Пол Еботт, який сказав, що незабаром після вбивства його брата 2004 року, він особисто слухав аудіо запису інтерв'ю і що Ансельмо не викривляється або перетворюючи, але він говорив саме ті слова, які з'явилися в статті в інтерв'ю.

## Вплив
MTV назвало гурт п'ятим з найкращих метал-гуртів всіх часів. Pantera посідають сорок п'яту позицію в списку «100 найвидатніших виконавців гард-року» VH1. В опитуванні читачів журналу Rolling Stone Pantera посідає 9 місце.
Даймбег Даррелл посідає сьому позицію в списку «100 найкращих метал-гітаристів всіх часів» журналу Guitar World (2004 рік).
За час своєї кар'єри учасники Pantera стали відомі за свої надмірні вечірки та оргії: на честь гурту навіть вийшов офіційний напій, названий «Black Tooth Grin».
Учасники Pantera особливо пишаються тим, що протягом всієї кар'єри вони жодного разу не «продалися», тобто ні разу не випустили комерційний або просто навіяний модними тенденціями альбом. Зокрема, це освячується на альбомі The Great Southern Trendkill. На офіційному сайті гурту [Архівовано 18 січня 2008 у Wayback Machine.] Ансельмо виклав це своїми словами:
«Ми, пережили всі напрямки: геві-метал, ґранж, фанк-метал, реп-метал, але ми все ще тут. Ми всім дали зрозуміти, що ми не займаємося хернею. Наші фанати знають, що ми віддані нашій музиці до мозку кісток.»
Пісня «We 'll Grind That Axe For a Long Time» з альбому Reinventing the Steel якраз і є прикладом такої відданості, як висловився сам Ансельмо: «Ось — наш девіз».
Крім своїх треш-металічних коренів, учасники гурту називали піонерів гевіі-метала Black Sabbath як одну зі своїх улюблених гуртів. За свою кар'єру гурт записав три каверу на їх пісні: «Planet Caravan», «Electric Funeral» і «Hole in the Sky» (була включена в збірник The Best of Pantera: Far Beyond the Great Southern Cowboys' Vulgar Hits!). Вплив Black Sabbath на гурт також проявляється в тексті пісні «Goddamn Electric»: «Ти віриш в віскі, траву і Black Sabbath». Також в цій пісні згадується треш-метал-гурт Slayer.

## Дискографія
Див. докладніше — дискографія Pantera
- Metal Magic (1983)
- Projects in the Jungle (1984)
- I Am the Night (1985)
- Power Metal (1988)
- Cowboys From Hell (1990)
- Vulgar Display of Power (1992)
- Far Beyond Driven (1994)
- The Great Southern Trendkill (1996)
- Reinventing the Steel (2000)

## Учасники гурту

### Схема
- Філ Ансельмо — вокал (1987—2003)
- Даймбег Даррелл — гітара, бек-вокал (1981—2003)
- Рекс Браун — бас-гітара, бек-вокал (1982—2003)
- Вінні Пол  — барабани (1981—2003)

### Колишні учасники
- Донні Харт — вокал (1981—1982)
- Томмі Бредфорд — бас-гітара (1981—1982)
- Террі Глейз, — ритм-гітара (1981—1982), вокал (1982—1986)
- Метт Л'Амур — вокал (1986)
- Девід Пікок — вокал (1986—1987)